# 金両基
金 両基（キム ヤンキ、1933年 - 2018年4月2日）は、在日韓国人の演劇学者、評論家。号・白翔。

## 来歴
東京都生まれ。早稲田大学文学部卒。哲学博士。韓国中央大学客員教授、カリフォルニア・インターナショナル大学教授を経て、1987年に静岡県立大学教授、常葉学園大学教授。1979年度文化庁芸術祭優秀賞受賞。1984年、ラジオたんぱ第一回アジア賞受賞。1995年、韓国放送公社第3回KBS海外同胞賞特別賞受賞。2002年韓国政府から文化勲章。
2018年4月2日、突発性間質性肺炎のため死去。84歳没。

## 著書
- 『朝鮮の仮面』全3巻（新興美術出版、1965年 - 1967年）
- 『朝鮮の芸能』（民俗民芸双書、岩崎美術社、1967年）
- 『トケビにかったバウイ』（福音館書店、こどものとも 1974年・朝鮮民話再話）
- 『韓国の石仏』（写真：杉田徹、淡交社、1975年）
- 『キムチとお新香 日韓比較文化考』（河出書房新社、1978年 / のち中公文庫）
- 『能面のような日本人』（ティビーエス・ブリタニカ、1981年 / のち中公文庫）
- 『ハングルの世界』（中公新書、1984年）
- 『韓国人か日本人か 今こそ在日同胞文化の創造を』（サイマル出版会、1986年）
- 『韓国仮面劇の世界』（新人物往来社、1987年）
- 『若い韓国人とつきあう法 国際化のABC Korean Japanese』（リヨン社、1987年）
- 『韓国の史を歩く 歴史・美術ガイド』（みずうみ書房、1988年）
- 『物語韓国史』（中公新書、1989年）
- 『オンドルと畳 日韓比較文化論』（大和書房、1990年）
- 『いま日本と韓国を考える どうすれば真の「共生」ができるのか』（大和出版、1992年）
- 『韓国神話』（青土社、1995年）
- 『ふだん着の人権論』（明石書店、1997年）
- 『日本の文化韓国の習俗 比較文化論』（明石書店、1999年）
- 『韓国人のまっかなホント』（マクミランランゲージハウス、2000年）
- 『キム先生の人権のおはなし 感性にひびく48章』（明石書店、2003年）

### 共編著
- 『異文化との出会い』（辻村明共編、国際関係学双書、北樹出版、1988年）
- 『アジアから見た日本』（河出書房新社、1994年）
- 『海峡は越えられるか 日韓歴史論争』（櫻井よしこ共著、中央公論社、1997年 / のち文庫）
- 『日韓いがみあいの精神分析』（岸田秀共著、中央公論社、1998年 / のち文庫）
- 『韓国の歴史を知るための66章』編著（エリア・スタディーズ、明石書店、2007年）

### 翻訳
- 林永周編著『韓国文様事典』（河出書房新社、1988年） - 編訳
- 河宇鳳『朝鮮王朝時代の世界観と日本認識』監訳, 小幡倫裕訳 明石書店 2008